# Johann Heinrich Bernhard Dräseke

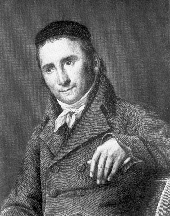
Bernhard Dräseke.

Johann Heinrich Bernhard Dräseke, född den 18 januari 1774 i Braunschweig, död den 8 december 1849 i Braunschweig, var en tysk teolog. Han var morfar till Teutwart Schmitson och farfar till Felix Draeseke.
Dräseke var 1832–1843 generalsuperintendent med titeln "evangelisk biskop" över Sachsen med säte i Magdeburg. Han är främst känd som predikant. Dräsekes predikningar var starkt känslobetonade, samtidigt som han var noggrann med den estetiska formen. Han utgav bland annat Predigten für denkende Verehrer Jesu (1804–1812; 5:e upplagan 1836), Deutschlands Wiedergeburt: verkündigt und gefeiert durch eine Reihe evangelischer Reden im Laufe des unvergesslichen Jahres 1813 (1814; 2:a upplagan 1818), Predigten über die letzten Schicksale unsers Herrn (1816; 3:e upplagan 1826) och Gemälde aus der Heiligen Schrift (1821–1828). Åren 1850–1851 utkom Dräsekes Nachgelassene Predigten. År 1837 höll Dräseke vid avtäckandet av Gustav II Adolfs minnesvård på Lützens slagfält ett tal, som utgavs i svensk översättning på bekostnad av Svenska akademien, vilken samma år tilldelade honom sin stora guldmedalj.